# 티파니 (기업)
티파니(Tiffany & Co., (NYSE: TIF)는 미국의 하이엔드 명품 보석 브랜드이다. 이 회사는 티파니 블루     색과 깊이 관계 있는데, 상표로 등록되어 있다.

## 같이 보기
- LVMH